# 摩泽尔河畔讷维莱
摩澤爾河畔讷维莱（法語：Neuviller-sur-Moselle，法語發音：[nøvile syʁ mɔzɛl]）是法国默尔特-摩泽尔省的一个市镇，位于该省南部，属于南锡区。

## 地理
摩泽尔河畔讷维莱（48°29'33"N, 6°17'14"E）面积6.71 平方千米，位于法国大東部大區默尔特-摩泽尔省，该省份为法国东北部内陆省份，是洛林的一部分，北邻比利时、卢森堡，北起顺时针与摩泽尔省、下莱茵省、孚日省和默兹省接壤。
与摩泽尔河畔讷维莱接壤的市镇（或旧市镇、城区）包括：拉讷沃维尔-德旺巴永、洛雷、罗维尔德旺巴永、圣马尔、圣勒米蒙。

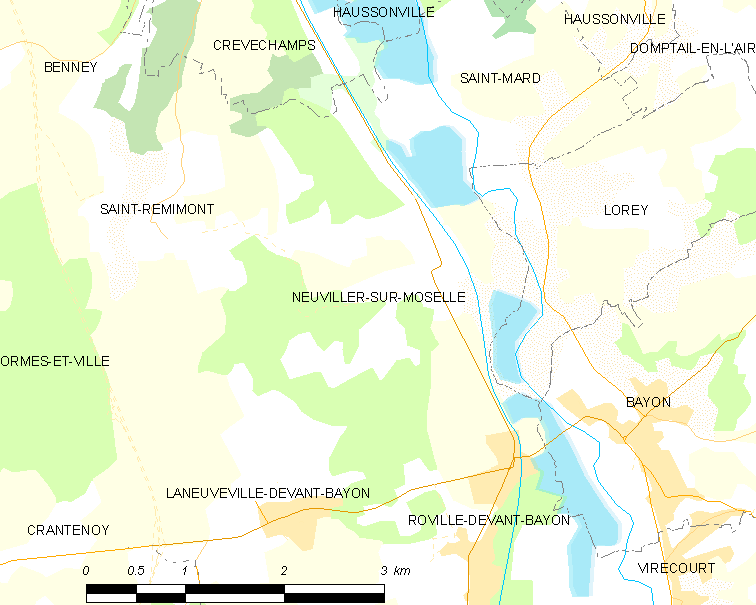
摩泽尔河畔讷维莱的OSM定位图

摩泽尔河畔讷维莱的时区为UTC+01:00、UTC+02:00（夏令时）。

## 行政
摩泽尔河畔讷维莱的邮政编码为54290，INSEE市镇编码为54399。

## 政治
摩泽尔河畔讷维莱所属的省级选区为梅讷欧桑图瓦县。

## 人口

1962-2008年间摩泽尔河畔讷维莱人口变化图示

摩泽尔河畔讷维莱于2022年1月1日时的人口数量为251人。